# EDI
Electronic Data Interchange (Intercâmbio Eletrônico de Dados) - EDI significa troca estruturada de dados através de uma rede de dados qualquer.
Segundo Turban et al, a EDI pode ser definida como o movimento eletrônico de documentos padrão de negócio entre, ou dentro, de empresas. o EDI usa um formato de dados estruturado de recolha automática que permite que os dados sejam transformados sem serem reintroduzidos.
Além disso, Turban et al consideram que o uso primário do EDI é transferir transações de negócio repetitivas tais como: encomendas, faturas, aprovações de crédito e notificações de envio. Isto significa que o EDI hoje, contrariamente ao que muitos acreditam, não implica comunicação em tempo real.
O termo "EDI tradicional" é usado para denotar o EDI com suporte para alguns dos standards EDI, tais como EDIFACT ou ANSI X12, ou subconjuntos deles.
O EDI é sem dúvida potenciador para a comunicação de negócio efectiva e eficiente e na realidade ninguém se opõe à ideia de comunicação eletrónica entre organizações.
O DISA aponta os seguintes pontos fortes do EDI: É um standard aberto e trans-sectorial com fluxos de dados formalizados, garante a troca segura de dados, segura na perspectiva de que diferentes checksums garantem que os dados enviados são fidedignos.
Há também muitas ferramentas e service providers, ex. VANs disponíveis no mercado.
Goldfarb e Prescod mencionam os benefícios subsequentes, comparados a não ter quaisquer comunicações eletrónicas com os parceiros de negócio: 
- maior celeridade nas encomendas,
- melhor controle do inventário,
- menor flutuação financeira,
- informação completa e em tempo real sobre encomendas e inventário para tomada de decisão mais apoiada,
- redução de custos de introdução manual dos dados e menos erros.

As vantagens são tão grandes que não subsiste qualquer dúvida se a comunicação eletrónica é ou não algo a atingir, a questão reside em qual tipo de solução é mais adequada para o negócio e a qual preço.

## A base do EDI
EDI é um conceito novo, mas é possível apontar as pedras fundamentais de uma solução EDI. Segundo Rawlins, os padrões de protocolos de comunicação EDI geralmente fornecem três serviços chave para trocas aplicação-a-aplicação:
- Contexto, através do uso de documentos de negócio identificáveis.
- Semântica. Um método para perceber o significado dos dados, usando dicionários de dados e de segmentos e descrições dos conjuntos de transações. Se um erro de semântica é feito em Português normal, as palavras corretas são utilizadas mas o significado será errado.
- Sintaxe, através dos tipos de dados e regras padronizáveis, o que permite que os itens de dados sejam empacotados em mensagens. Um erro de sintaxe em português é, por exemplo, se uma palavra é mal pronunciada ou se a estrutura da frase está incorreta.

## Padrões de EDI Tradicional
A dificuldade com a comunicação via Internet ou qualquer outra rede é que tem que haver uma estrutura previamente combinada da mensagem. O destinatário tem que conhecer a estrutura da mensagem para ser capaz de a receber e tratá-la automaticamente. As instituições da ONU têm conduzido trabalhos no sentido de simplificar o comércio internacional desde os anos cinqüenta. A partir do momento em que os documentos eletrônicos passaram a ser comuns, era necessário criar uma padronização universal devido à multiplicidade de dialetos entre empresas e instituições. No final dos anos oitenta a EDIFACT foi desenvolvida em uma tentativa de reconciliar diferenças entre os diferentes dialetos de EDI.
Um dos problemas com a comunicação eletrônica entre diferentes sistemas computacionais reside nas diferenças existentes entre formatos de arquivos, esquemas relacionais, protocolos de troca de dados, etc., que tornam o processo de troca de dados complicado.
No desenvolvimento de padrões há um tradeoff entre uma implementação rápida e o nível de colaboração atingido entre os atores. Os grupos de desenvolvimento de padrões geralmente têm visões de alto nível do grau de colaboração e querem gastar um tempo considerável a desenvolver uma solução que sirva a todas as partes, representado na figura como a elipse do grupo de padrões no canto superior esquerdo. As empresas, por outro lado, querem uma implementação rápida e que sejam transmitidos os dados corretos.
Padrões tradicionais:
- EDIFACT
- ANSI X12
- RND
- VDA
- Proceda

## X12-XML
O American National Standards Committee (ANSI) administra um projecto de XML. É X12-XML e consiste numa combinação do padrão EDI existente X12 e o XML. Este é o único projecto XML entre indústrias, até agora, e endereça um grande leque de transações empresariais e indústrias. O objectivo do projecto é representar a semântica X12 em sintaxe de XML. Além disso, ANSI quer desenvolver um modo de separar a informação empresarial da representação em sintaxe X12 e oferecer o XML como uma sintaxe alternativa.

## OO-EDI
O OO-EDI é uma aproximação ao Open-edi sendo pesquisado pelo grupo de planejamento de estratégias de implementação da X12 e pelo grupo de planejamento de pesquisa, aconselhamento estratégico e implementação da CEFACT (Center for the Facilitation of Practices and Procedures for Administration, Commerce and Transport -  a organização das Nações Unidas para a administração do desenvolvimento de standards UN/EDIFACT)..

## Ligações Externas
- Optimize.net.br
- Dekanet
- TIVIT
- MGR e-technologies
- NeoGrid
- Grupo Nexxera
- Sawluz EDI Automotivo
- Global Interchange
- 7COMm
- E-sales